# 容易文創
容易文創（Easy C&C）於2016年6月17日由藝人吳宗憲成立，主要項目為演藝經紀及文創事業發展，对艺人的管理模式類似於吴宗宪以前成立的经纪公司阿尔发企划。

## 旗下藝人

### 男藝人
| 男藝人 | 男藝人 | 男藝人 | 男藝人 |
| ------ | ------ | ------ | ------ |
| 吳宗憲 | 鹿希派 | 詹惟中 |        |
| 海產   | 陈守恩 |        |        |

### 女藝人
| 女藝人 | 女藝人 | 女藝人 | 女藝人   | 女藝人 |
| ------ | ------ | ------ | -------- | ------ |
| 吳姍儒 | Amber  | 貝貝蕾 | Charlène |        |
| 李愛綺 |        |        |          |        |

## 已離開藝人

### 男藝人
| 辛龍 | 綠茶 | 曾理 |

### 女藝人
| 女藝人           | 女藝人 | 女藝人    | 女藝人 | 女藝人 | 女藝人 |
| ---------------- | ------ | --------- | ------ | ------ | ------ |
| 林千又           | 梁以辰 | 斯亞      | 高以馨 | 詹子晴 |        |
| 夏乙薇（林餅乾） | 陳柏渝 | Miusa妙莎 |        |        |        |

## 爭議
- 2017年7月，一名女房東向《台灣蘋果日報》指控，容易文創於2016年5月向她承租台北市基隆路二段的辦公室，簽約一年，先支付一年租金共新台幣31500元，租賃合約載明「未經甲方同意，乙方不得將房屋全部或一部分轉租、出借、頂讓或以其他變相方法由他人使用房屋」；隔月，容易文創向房東要求換約，將承租戶改為「天際線文創有限公司」、重簽新約。至2016年底，房東接獲財政部臺北國稅局告知出租地址「一屋兩租」，發現容易文創尚未遷出，造成吳宗憲的二家公司使用同一個地址。房東表示，容易文創與天際線文創登記在同址，但吳宗憲僅支付第一年租金，換約後沒再支付租金，「等於先用一年的租金騙了我的第一份合約後，說要改換第二年租約，就再也沒有給我錢了」；認為自己遭到詐騙，因此主張吳積欠二年租金加違約金共新台幣16萬元，並打算控告吳宗憲詐欺[11]。吳宗憲針對此事受訪時否認積欠租金，對此回應：「辦公室地址早就遷出了，讓法律處理，盛名之累，能說什麼？」；「那是她個人的說詞，她們心知肚明；有想法的話，（透過）法律的方式肯定是很好的」，表示事件後續交給容易文創法務人員處理[12][13]。